# برانكو هورفات
برانكو هورفات (بالكرواتية: Branko Horvat)‏ هو اقتصادي وسياسي كرواتي، ولد في 24 يوليو 1928 في كرواتيا، وتوفي في 18 ديسمبر 2003 في زغرب في كرواتيا.